# Marie Boas Hall
Pour les articles homonymes, voir Boas et Hall.
Marie Boas Hall (18 octobre 1919 - 23 février 2009) est une historienne des sciences britannique et elle est considérée comme l'un des pionniers de l'après-guerre dans l'étude de la révolution scientifique aux XVIe et XVIIe siècles.

## Biographie et carrière
Marie Boas est née à Springfield, dans le Massachusetts. Elle a obtenu son diplôme du Radcliffe College en 1940. Pendant la Seconde Guerre mondiale, elle collabore avec Henry Guerlac au Laboratoire Radiation du MIT pour écrire l’histoire du laboratoire et de l’utilisation opérationnelle du radar pendant la guerre. Elle a poursuivi ses travaux avec Guerlac à l'Université Cornell et a obtenu son doctorat en 1949. Sa thèse, intitulée « Robert Boyle and the corpuscular philosophy: A study of theories of matter in the seventeenth century », portait sur la philosophie mécanique de Robert Boyle et a été publiée dans la revue d'histoire de la science Osiris en 1952  Elle a ensuite enseigné à l’Université du Massachusetts, puis à l’Université Brandeis. 
Marie Boas est partie des États-Unis pour travailler sur les papiers de Robert Boyle en Angleterre» et a rencontré Hall, qui travaillait sur celui d’Isaac Newton. En 1957, elle est retournée à l'Université de Californie à Los Angeles. En 1959, Hall, dont le premier mariage s'était terminé par un divorce, la rejoint et ils se marièrent. Deux ans plus tard, ils se sont rendus à l'Université de l'Indiana. En 1963, ils sont invités à revenir à Londres, à l'Imperial College London, où Hall devient le premier professeur d'histoire des sciences et elle maître de conférences. Là, ils ont formé de nombreux doctorants. "

## Prix et distinctions
Elle a été élue membre de l'Académie américaine des arts et des sciences en 1955. Elle a remporté la médaille George Sarton, la plus prestigieuse récompense de l’History of Science Society, avec son mari Alfred Rupert Hall en 1981. Elle est également Fellow of the British Academy.

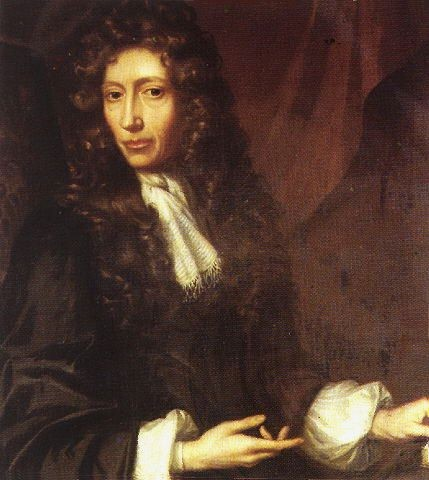
Portrait de Robert Boyle.

En 1959 elle reçoit le prix Pfizer, décerné par l’History of Science Society pour son ouvrage Robert Boyle and Seventeenth-Century Chemistry,. Comme son titre l'indique, l'ouvrage est consacré à Robert Boyle (1627-1691), physicien et chimiste irlandais, passionné de science expérimentale et considéré comme le père de la philosophie naturelle moderne. Dans cet ouvrage, Marie Boas Hall replace Robert Boyle dans le contexte plus large de la chimie du XVIIe siècle : le livre comporte des extraits des écrits de Boyle, les Boyle Papers de la Royal Society, afin d'illustrer la manière dont ses idées et découvertes sur les matières théoriques ont influencé et ont été influencées par les développements contemporains en chimie pratique, en particulier ceux de Lavoisier.
Quand elle publie son livre en 1958, plusieurs études consacrées à Boyle avaient déjà été publiées : James Bryant Conant (1948), Thomas Kuhn (1952), R. E. W. Maddison et Margaret E. Rowbottom avaient chacun exploré une facette du travail de Boyle. Hall fait le lien entre les méthodes physiques et ses avancées en chimie. Cependant, Hooykaas relève plusieurs erreurs liées à la méconnaissance de la littérature allemande et néerlandaise sur la période pré-boylienne, ce qui lui fait attribuer à Doyle des idées déjà présentes chez certains de ses prédécesseurs. Il recommande néanmoins l'ouvrage comme un bon exposé critique des connaissances chimiques de Boyle et des tendances profondes du développement de la chimie au XVIIe siècle.
Son frère aîné était le mathématicien Ralph Philip Boas.

## Travaux
- Robert Boyle and Seventeenth-Century Chemistry. Cambridge: Cambridge University Press, 1958.
- The Scientific Renaissance, 1450-1630. New York: Harper, 1962.  (ISBN 0-486-28115-9).
- Robert Boyle on Natural Philosophy: An Essay, with Selections from His Writings. Bloomington: Indiana University Press, 1965.
- Nature and Nature's Laws. Documents of the Scientific Revolution. Londres: Macmillan, 1970.
- The Mechanical Philosophy. New York: Arno Press, 1981.
- All Scientists Now: The Royal Society in the Nineteenth Century. Cambridge: Cambridge University Press, 1984.  (ISBN 0-521-89263-5).
- Promoting experimental learning: Experiment and the Royal Society 1660-1727. Cambridge: Cambridge University Press, 1991. (ISBN 0-521-89265-1)
- Henry Oldenburg: Shaping the Royal Society. Oxford: Oxford University Press, 2002.  (ISBN 0-19-851053-5).
- Alfred Rupert Hall et Marie Boas Hall [éditeurs et traducteurs], The Correspondence of Henry Oldenburg, University of Wisconsin Press, Madison ; Taylor and Francis, London and Philadelphia, 13 volumes, 1965-1986
- A. R. Hall et Marie Boas Hall (éd.), Unpublished Scientific Papers of Isaac Newton, Cambridge University Press, 1978.